# Photedes expolita
Photedes expolita är en fjärilsart som beskrevs av Sttn. 1855. Photedes expolita ingår i släktet Photedes och familjen nattflyn. Inga underarter finns listade i Catalogue of Life.